# Jacques Neveu
Jacques Neveu   (Watermael-Boitsfort, 14 de novembre de 1932 - 13è districte de París, 17 de maig de 2016) va ser un matemàtic francès d'origen belga.

## Vida i Obra
Neveu va començar els estudis de matemàtiques a la universitat Lliure de Brussel·les el 1950, però el 1952 es va traslladar a la universitat de París en la qual es va llicenciar i doctorar el 1955. Després de dos anys a la universitat de Berkeley i de fer el servei militar al seu país, es va instal·lar a París, on va ser professor de la universitat fins al 1989, quan va passar a ser professor de l'École polytechnique fins a la seva jubilació.
L'especialitat de Neveu va ser la teoria de la probabilitat i va tenir una enorme influència en el desenvolupament modern d'aquesta disciplina a França. Des del 1964, quan va aparèixer el seu llibre de Fonaments Matemàtics del Càlcul de Probabilitats, (traduït immediatament a l'anglès) va dirigir diversos seminaris amb els quals es va crear un fort grup de recerca d'estadístics i probabilistes.